# Johan Grobler
Johan Grobler (6 de agosto de 1997) es un deportista de Sudáfrica que compite en atletismo. Ganó una medalla de plata en el Campeonato Mundial de Atletismo Sub-20 de 2016, en la prueba de lanzamiento de jabalina.